# ایزوالکترونیسیتی

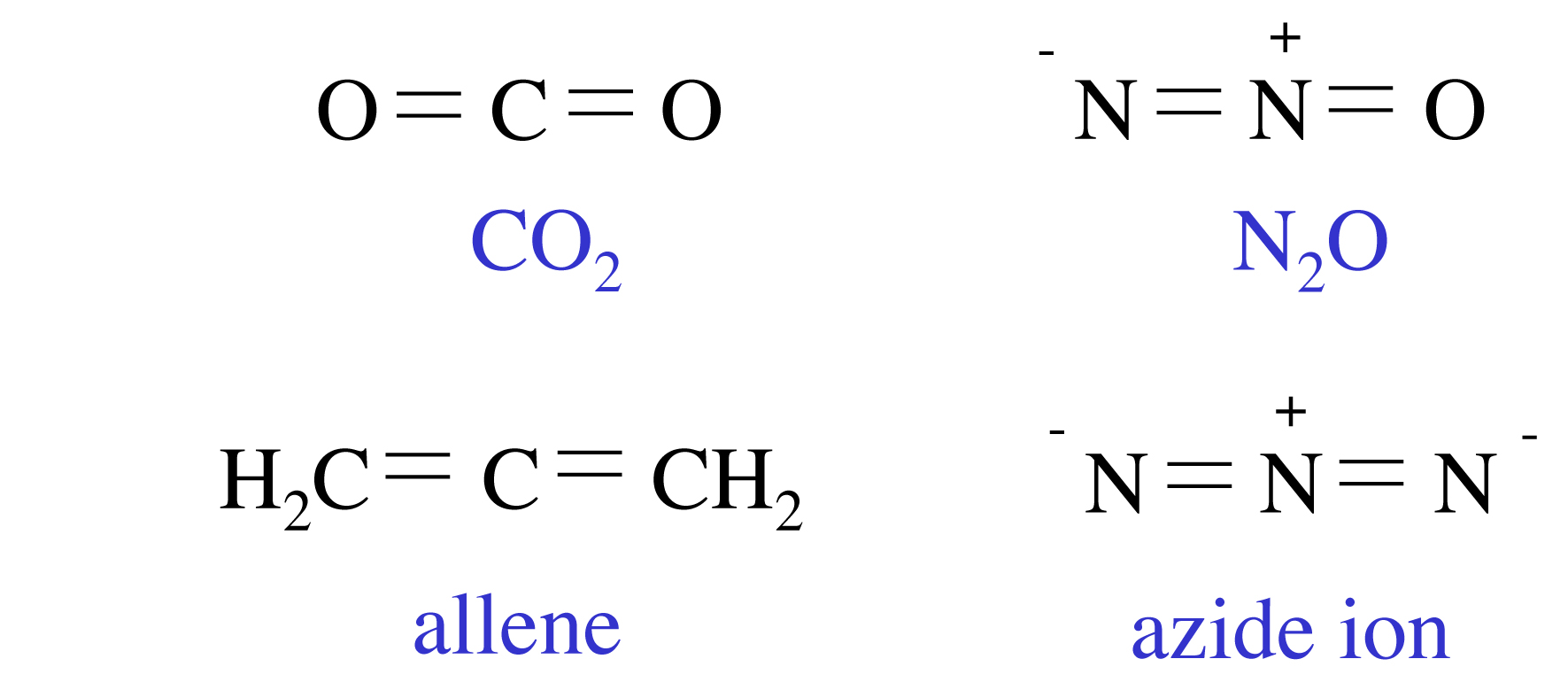
نمونه‌ای از ایزوالکترونیسیتی؛ ساختارهای ایزوالکترونیک مولکول‌ها و یون‌های ۱۶

ایزوالکترونیسیتی مفهومی مربوط به هنگامی است که واحدهای مولکولی متمایز دارای پیکربندی الکترونی یکسانی هستند. دو یا چند واحد مولکولی به‌شرط داشتن تعداد الکترون‌های یکسان و ساختار یکسان ایزوالکترونیک به شمار می‌رود؛ یعنی تعداد و اتصال اتم‌ها به‌شکل یکسان، اما تفاوت در برخی عناصر موجود در مولکول‌ها ایزوالکترونیسیتی را به‌وجود می‌آورد.